# Coniothyrium obiones
Coniothyrium obiones är en svampart som beskrevs av Jaap 1907. Coniothyrium obiones ingår i släktet Coniothyrium och familjen Leptosphaeriaceae.   Inga underarter finns listade i Catalogue of Life.